# Malvina House Hotel
El Malvina House es un hotel ubicado en el número 3 de la costanera Ross y en la costa sur de la rada de Puerto Argentino/Stanley en las islas Malvinas, conformando uno de los principales sitios de alojamiento de los turistas que llegan a la capital malvinense (generalmente en cruceros).
Cuenta con un restaurante, sauna, jacuzzi y otros salones. Posee 35 habitaciones y cada una de ellas lleva el nombre de un sitio de las islas y sus cuadros son paisajes de esos lugares pintados por el artista local Richard Cockwell.

## Historia
El hotel fue construido en la década de 1880 por John James Felton, que había llegado a las Malvinas en 1849 a la edad de ocho años, cuando su padre era un militar británico. El hotel recibió el nombre de Malvina por su hija nacida en 1881. 
A fines de 1960 el antiguo edificio fue demolido y se construyeron nuevas instalaciones (de la parte vieja sólo se conserva el restaurante). En enero de 2004 fue comprado por la empresa Stanley Services Limited y fue remodelado en 2005. En 2010 se inauguraron nuevas habitaciones y en 2012 se volvió a reformar.